# 长店堡站
长店堡站是大连地铁13号线的地铁站，位于中华人民共和国辽宁省大连市普兰店区雨润街北侧，于2021年12月28日开通。

## 车站结构
长店堡站平行于雨润街东西设置，为地上二层侧式站台车站，车站地面为站厅层，地上二层为站台层，站台设置半高站台门。车站东侧设有一条侧向存车线，并在存车线两端分别设置有单渡线。
| 地上二层          | 站台         | \| 側式 · 開右邊车门 \| \| \| \| \| \| █ 13号线往开发区（石河北海） \| \| \| \| █ 13号线往普兰店振兴街（大医三院） \| \| 側式 · 開右邊车门 \| \| \| |
| 地面              | 出入口及站厅 | A、B出入口、客服中心、自动售票机、验票机 |
| 側式 · 開右邊车门 |              | |
|                   |              | █ 13号线往开发区（石河北海） |
|                   |              | █ 13号线往普兰店振兴街（大医三院） |
| 側式 · 開右邊车门 |              | |

## 车站出口
长店堡站共设2个出口，各出口及周围设施如下所示：
| 出口编号                              | 照片 | 出口指示 | 建议前往的目的地 |
| ------------------------------------- | ---- | -------- | ---------------- |
| A出口 · 出口 · 上海地铁无障碍坡道标志 |      | 雨润街   |                  |
| B出口 · 出口 · 上海地铁无障碍坡道标志 |      | 雨润街   |                  |
| 注： 设有                             |      |          |                  |

## 车站历史
- 2021年12月28日，车站随13号线一期通车开通[1]。